# Lycium yunnanense
Lycium yunnanense är en potatisväxtart som beskrevs av Ko Zen Kuang och A. M. Lu. Lycium yunnanense ingår i släktet bocktörnen, och familjen potatisväxter. Inga underarter finns listade i Catalogue of Life.